# Jan Blockx

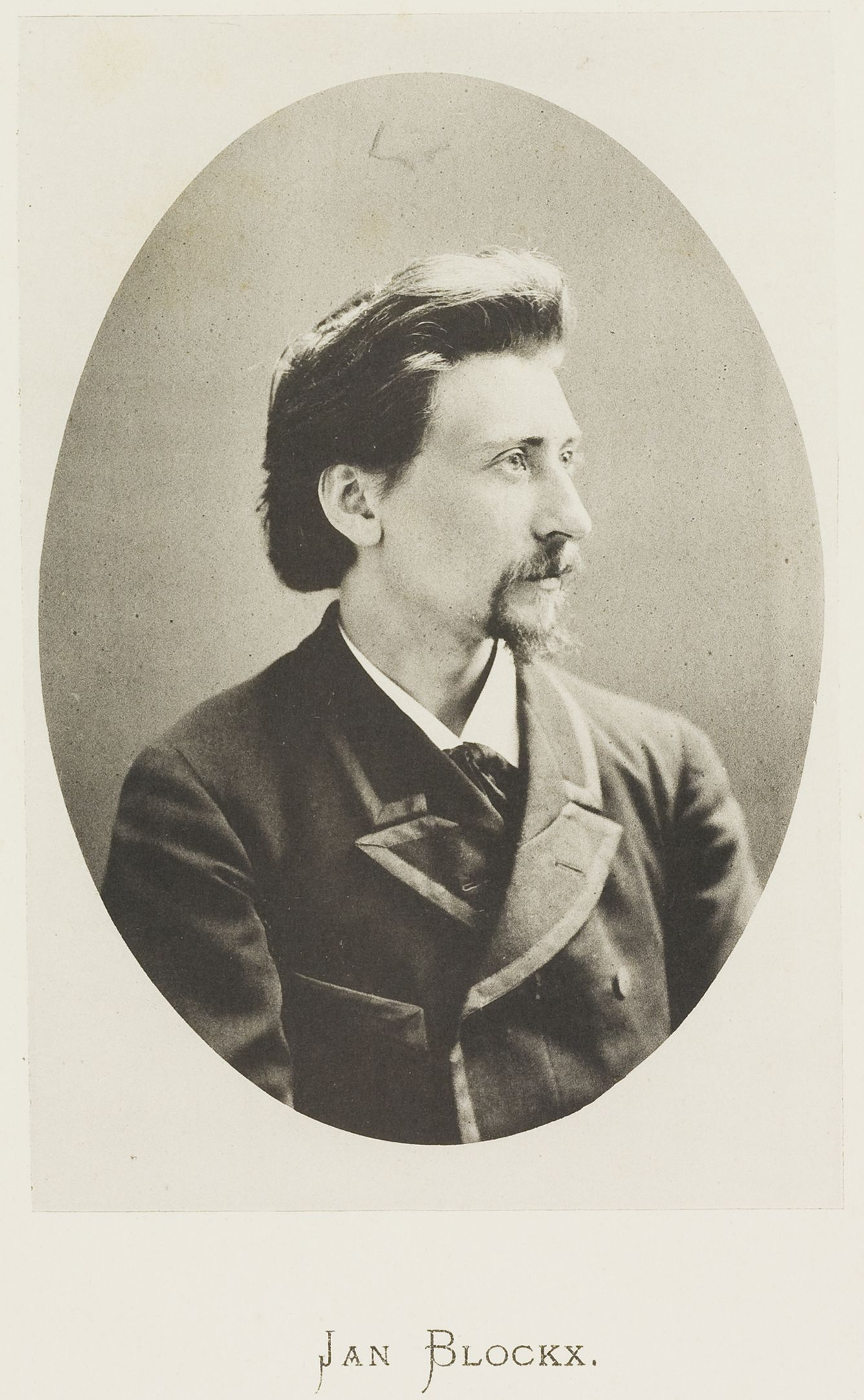
Jan Blockx

Jan Blockx, född 25 januari 1851 och död 26 maj 1912, var en flamländsk tonsättare och musikpedagog.
Efter studier vid den flamländska musikskolan i Antwerpen samti Bryssel och Leipzig blev Blockx 1886 lärare vid flamländska musikskolan och 1901 dess direktör. Blockx har skrivit en del orkesterverk, bland annat symfonier, men är främst känd för sina stora körverk och dramatiska arbeten. Hans främsta verk på körkompositionens område är Op den stroom (1875), Klokke Roelandt (1888), Scheldezang (1903). Av hans dramatiska arbeten märks Herbergprinses (1896), Tijl Uilenspiegel (1900), samt De bruid der zee (1901).